# Saison 2024 de l'équipe cycliste féminine DSM-Firmenich PostNL
La saison 2024 de l'équipe cycliste féminine DSM-Firmenich PostNL est la quatorzième de la formation. L'effectif est plutôt stable avec l'arrivée de la sprinteuse Rachele Barbieri, ainsi que de Josie Nelson et Abi Smith. La jeune Léa Curinier quitte la formation.
Juliette Labous, même si elle ne reporte que le championnat de France sur route, se montre régulière sur toute la saison. Elle est septième de la Flèche wallonne, quatrième du Tour d'Espagne, troisième du Tour du Pays basque, cinquième du Tour de Suisse, puis du Tour d'Italie, neuvième du Tour de France et enfin sixième du Tour de Romandie. Pfeiffer Georgi est cinquième du Trofeo Alfredo Binda-Comune di Cittiglio, troisième de Paris-Roubaix puis quatrième de l'Amstel Gold Race. Elle est quatrième de son Tour national avant de remporter les championnaux nationaux sur route. Elle est enfin cinquième de la course en ligne des Jeux olympiques. Charlotte Kool est deuxième de la Classic Bruges-La Panne, quatrième de Gand-Wevelgem puis deuxième de RideLondon-Classique. Sa saison est surtout marquée par ses deux victoires consécutives au sprint au Tour de France. Franziska Koch remporte le championnat d'Allemagne sur route et prend la deuxième place du Simac Ladies Tour. Juliette Labous est huitième aux classements UCI et World Tour. DSM-Firmenich PostNL est quatrième des deux classements par équipes.

## Préparation de la saison

### Partenaires et matériel de l'équipe
L'entreprise DSM, conglomérat spécialisé dans la chimie et l'exploitation minière, parraine l'équipe.

### Arrivées et départs
L'effectif est plutôt stable avec l'arrivée de la sprinteuse Rachele Barbieri, ainsi que de Josie Nelson et Abi Smith. La jeune Léa Curinier quitte la formation.
| Arrivées         | Équipe 2023            |
| ---------------- | ---------------------- |
| Rachele Barbieri | Liv Racing-Teqfind     |
| Josie Nelson     | Coop-Hitec Products    |
| Abi Smith        | EF Education-Tibco-SVB |

| Départs      | Équipe 2024 |
| ------------ | ----------- |
| Léa Curinier | FDJ-Suez    |

### Effectifs
| Effectif 2024                           | Effectif 2024     | Effectif 2024 | Effectif 2024                          |
| Cycliste                                | Date de naissance | Pays          | Équipe précédente                      |
| --------------------------------------- | ----------------- | ------------- | -------------------------------------- |
| Francesca Barale                        | 29 avril 2003     | Italie        | VO2 Team Pink (2021)                   |
| Rachele Barbieri                        | 21 février 1997   | Italie        | Liv Racing TeqFind (2023)              |
| Eleonora Ciabocco                       | 4 mars 2004       | Italie        |                                        |
| Pfeiffer Georgi                         | 27 septembre 2000 | Royaume-Uni   | Jadan Weldtite (2018)                  |
| Daniek Hengeveld                        | 17 novembre 2002  | Pays-Bas      | GT Krush Tunap (2022)                  |
| Megan Jastrab                           | 29 janvier 2002   | États-Unis    | Rally Cycling (2020)                   |
| Franziska Koch                          | 13 juillet 2000   | Allemagne     | Watersley International (2019)         |
| Charlotte Kool                          | 6 mai 1999        | Pays-Bas      | NXTG Racing (2021)                     |
| Juliette Labous                         | 4 novembre 1998   | France        | VC Morteau Montbenoit (2016)           |
| Josie Nelson                            | 8 avril 2002      | Royaume-Uni   | Coop-Hitec Products (2023)             |
| Esmée Peperkamp                         | 23 juillet 1997   | Pays-Bas      | Loving potatoes-de Jonge Renner (2020) |
| Maeve Plouffe                           | 8 juillet 1999    | Australie     |                                        |
| Églantine Rayer                         | 12 juin 2004      | France        |                                        |
| Abi Smith                               | 1 avril 2002      | Royaume-Uni   | EF Education-TIBCO-SVB (2023)          |
| Becky Storrie                           | 27 septembre 1998 | Royaume-Uni   | Cams Basso (2022)                      |
| Elise Uijen                             | 23 juin 2003      | Pays-Bas      |                                        |
| Anna van der Meiden (1 janv.–31 juill.) | 20 juin 2004      | Pays-Bas      | WV Schijndel (2022)                    |
| Nienke Vinke                            | 22 juin 2004      | Pays-Bas      |                                        |
| Silje Bader (16 juill.–31 déc.)         | 24 septembre 2005 | Pays-Bas      |                                        |
|                                         |                   |               |                                        |
| Source : ProCyclingStats                |                   |               |                                        |

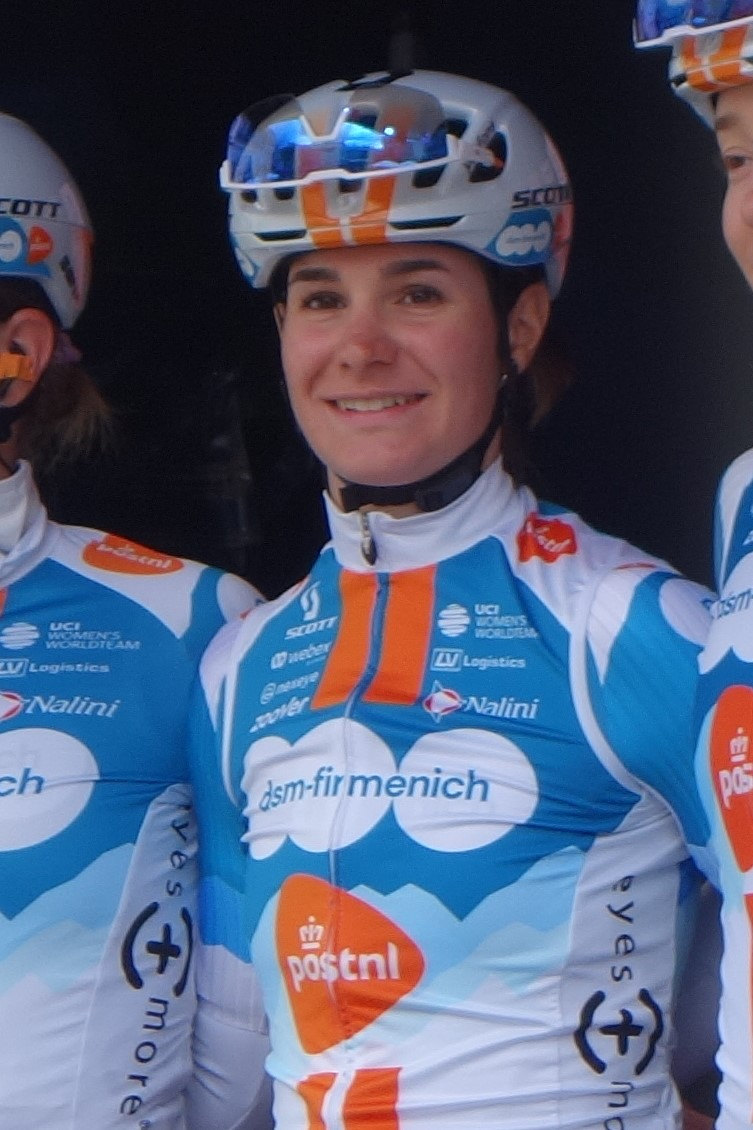
Francesca Barale
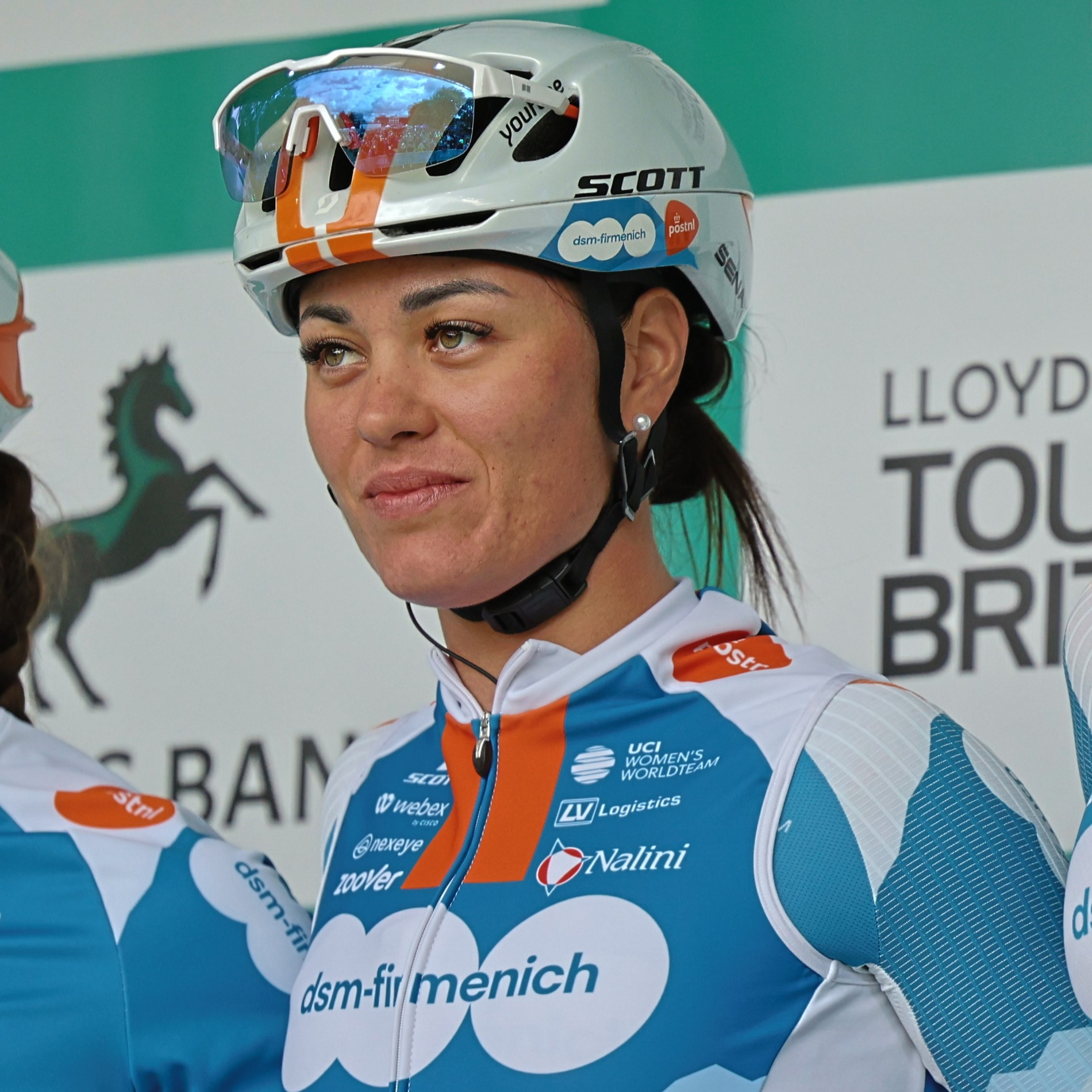
Rachele Barbieri
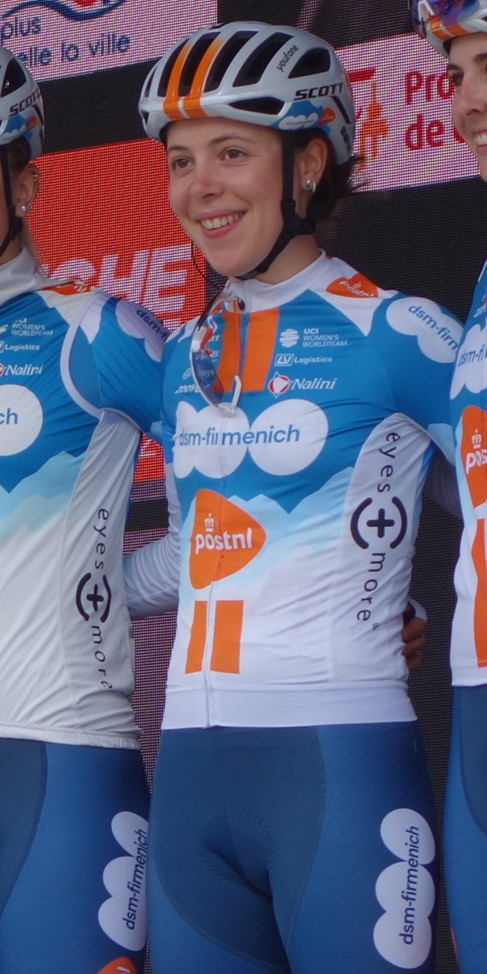
Eleonora Ciabocco
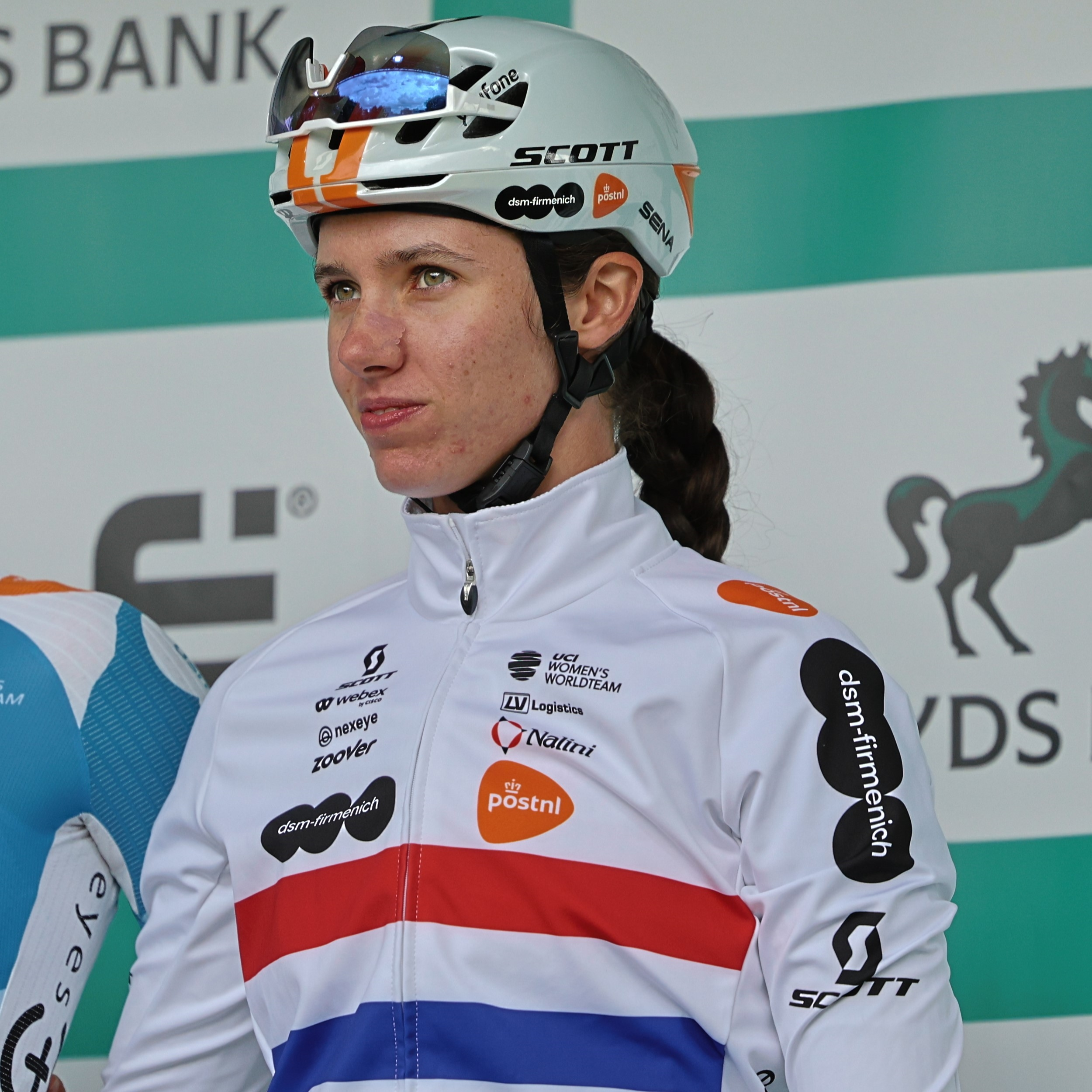
Pfeiffer Georgi
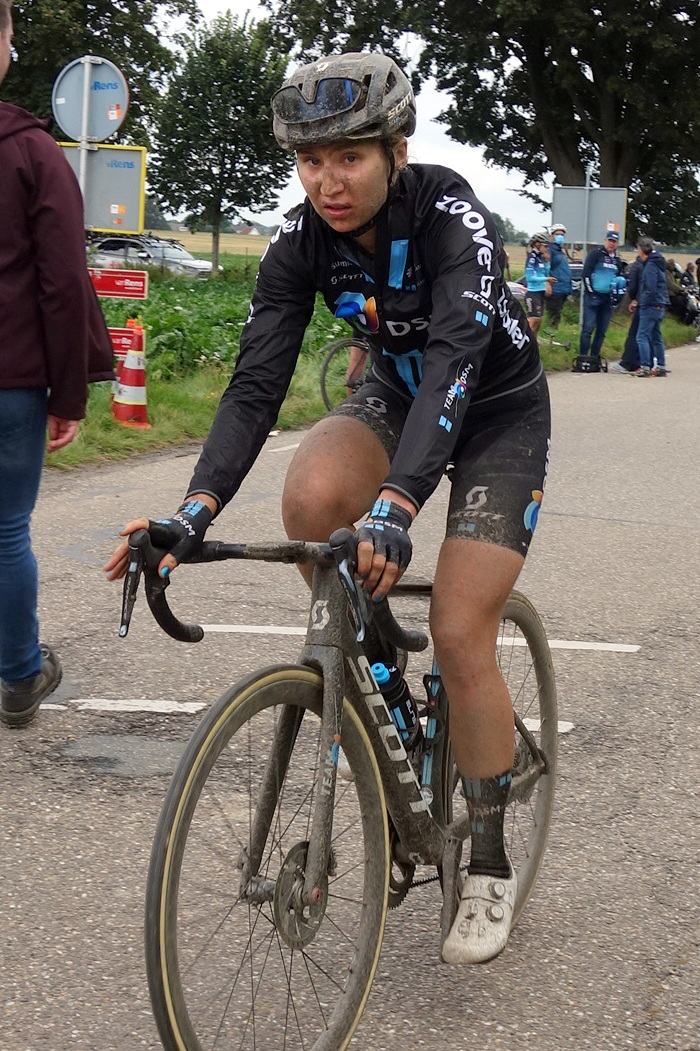
Megan Jastrab en 2021
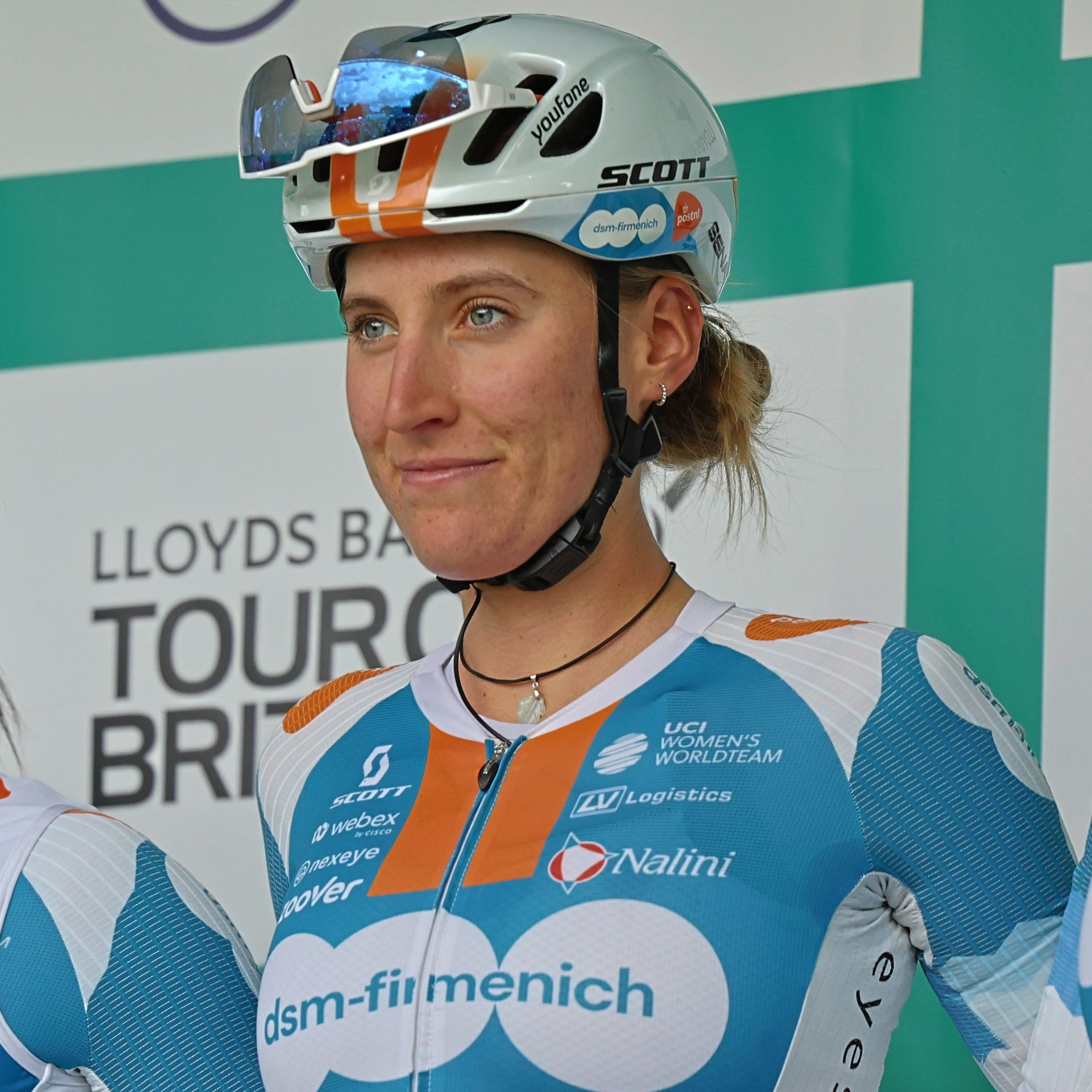
Franziska Koch
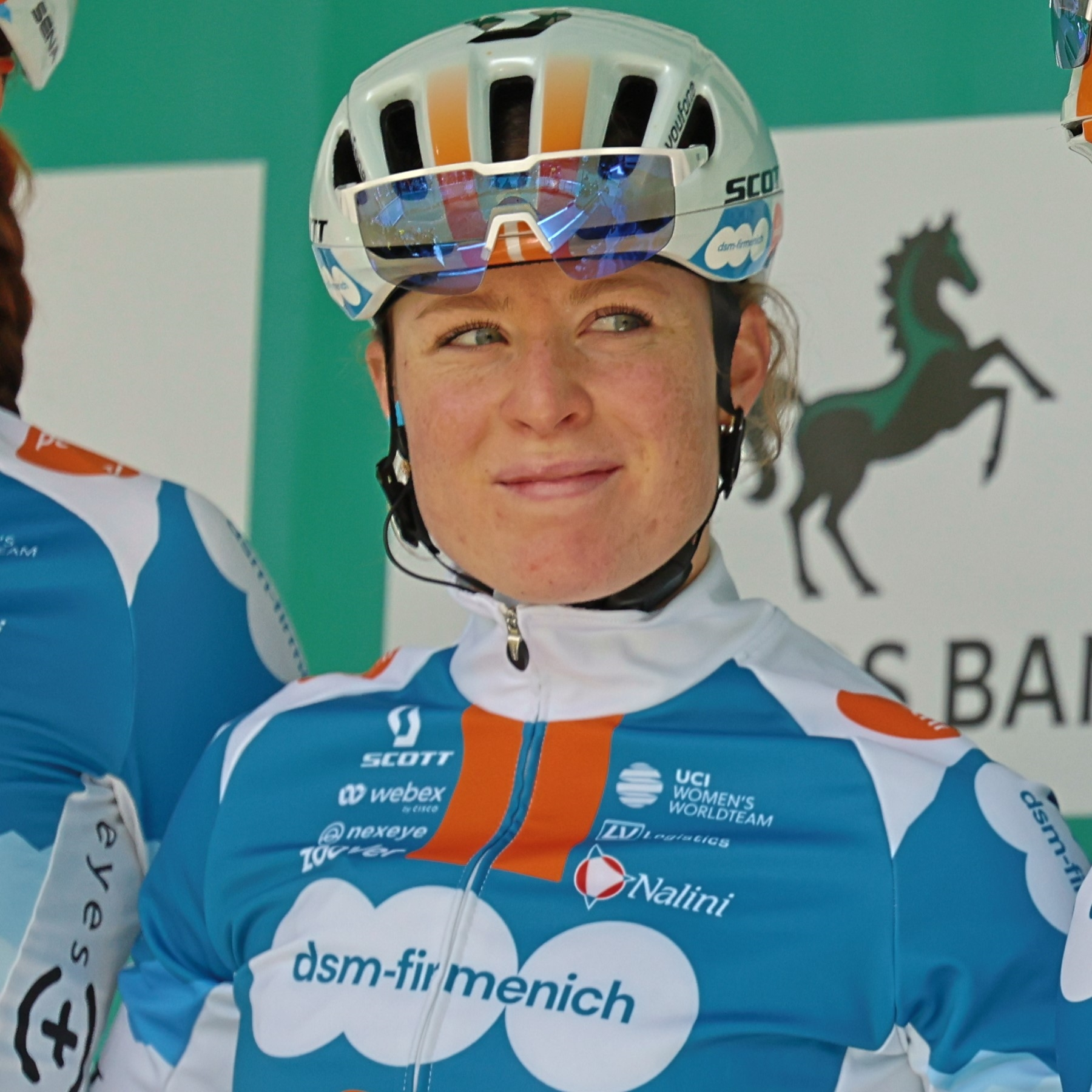
Charlotte Kool
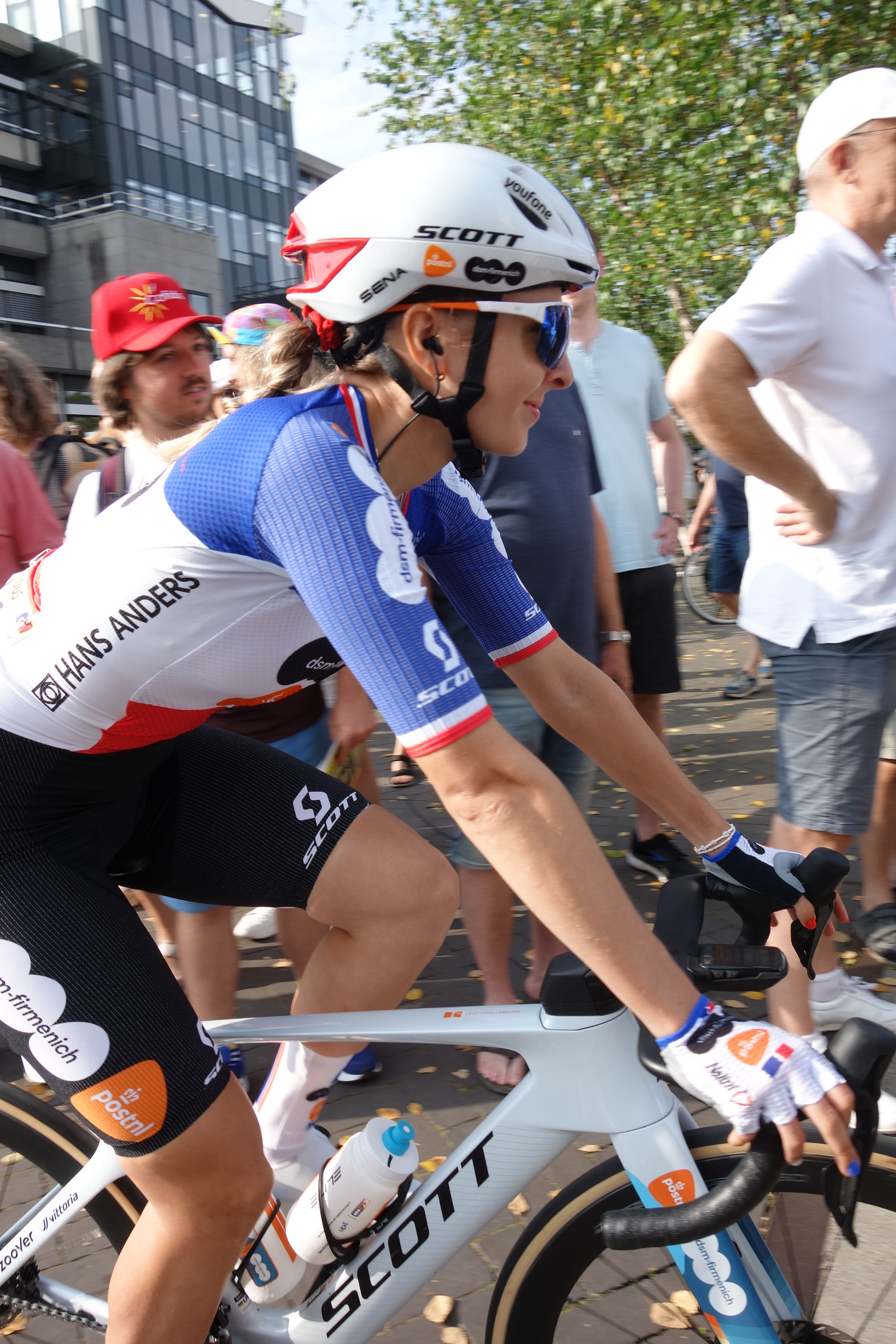
Juliette Labous
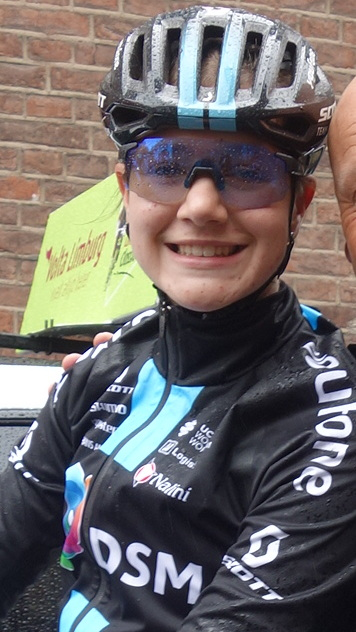
Anna van der Meiden en 2023
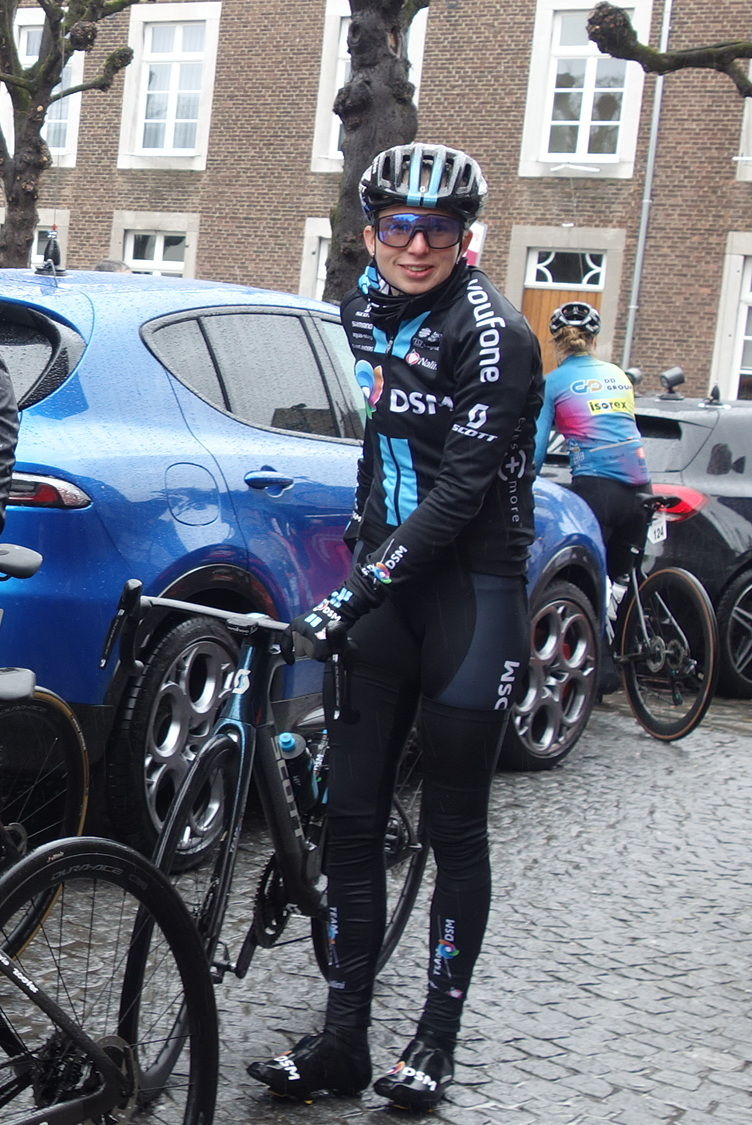
Esmée Peperkamp en 2023
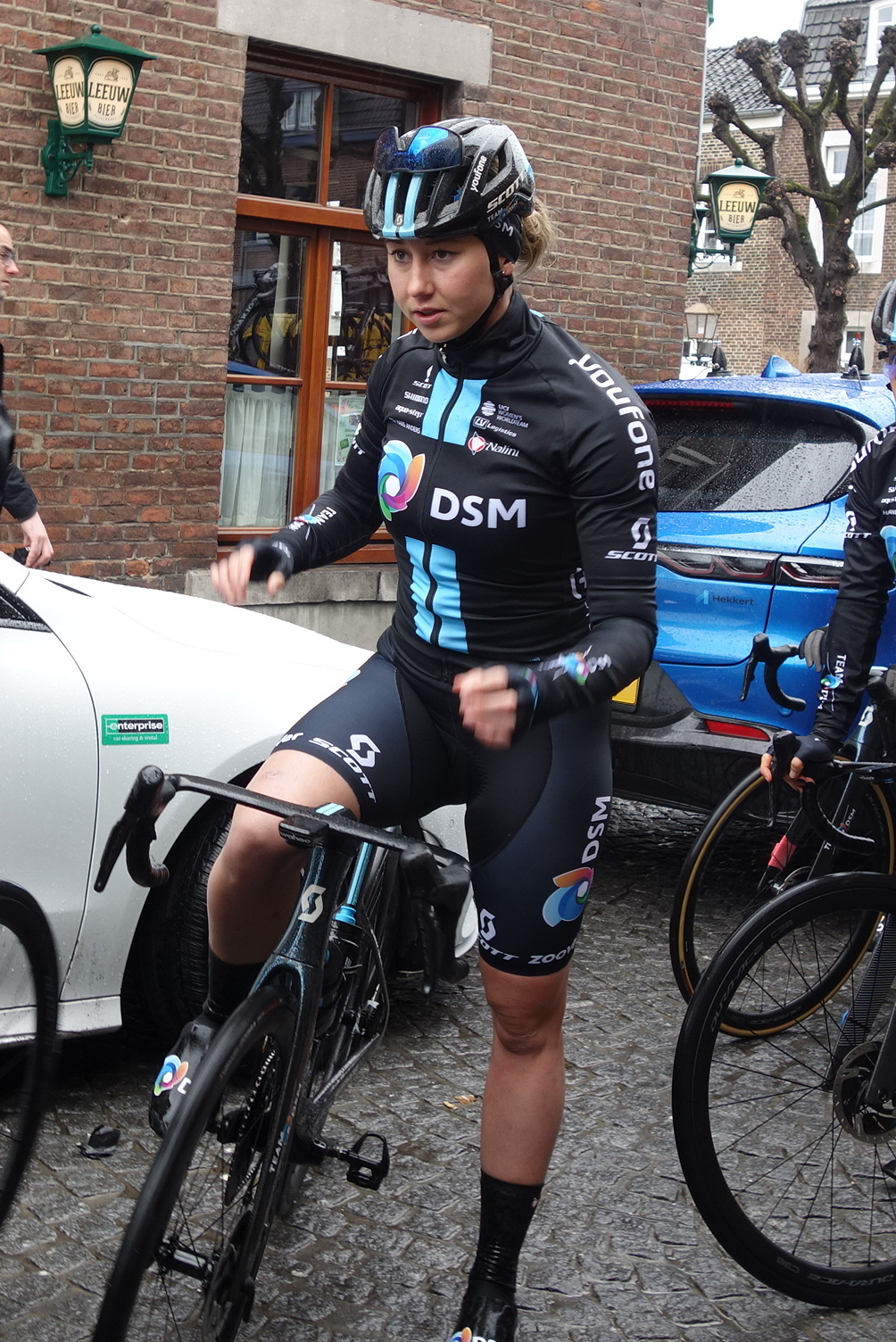
Maeve Plouffe en 2023
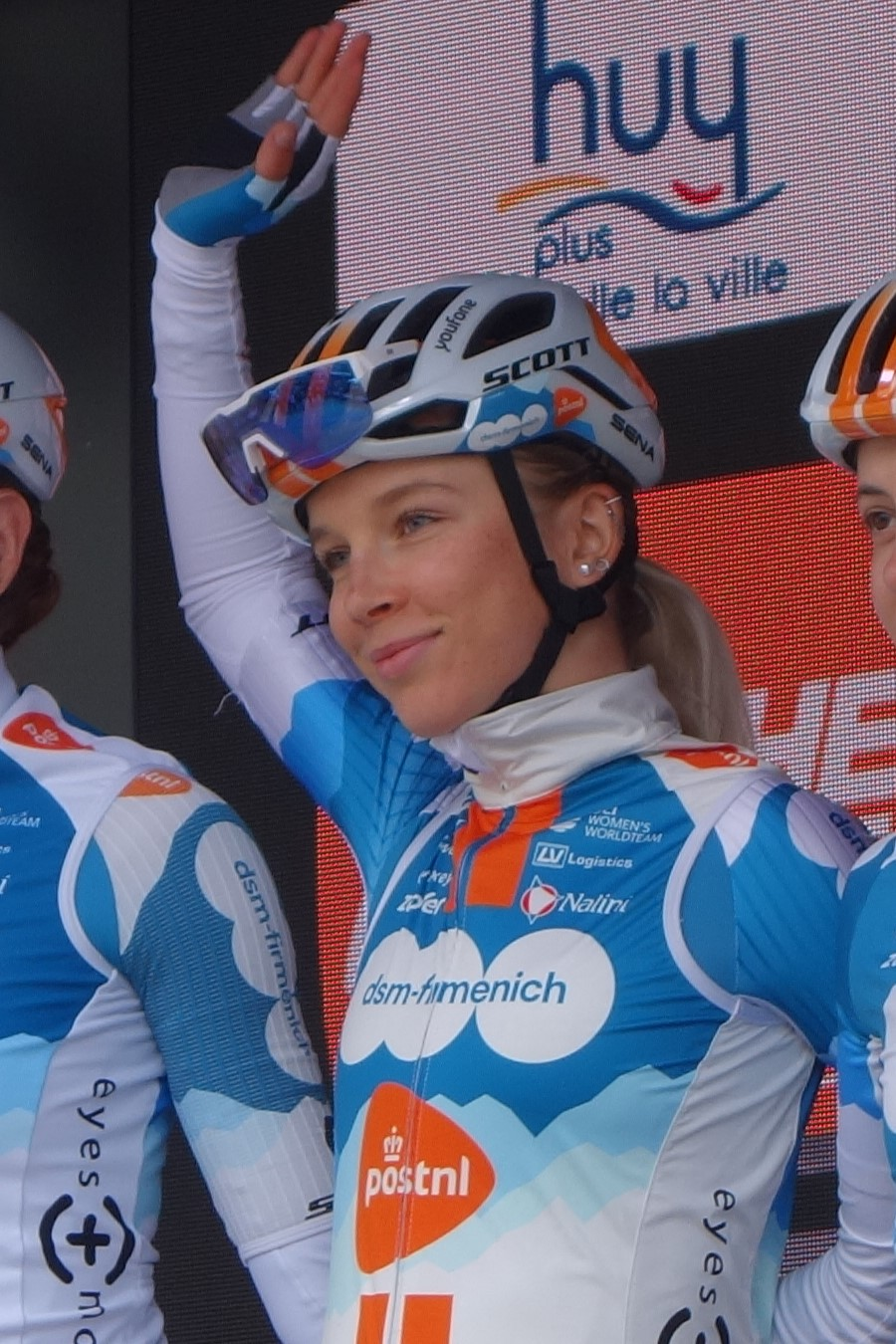
Églantine Rayer
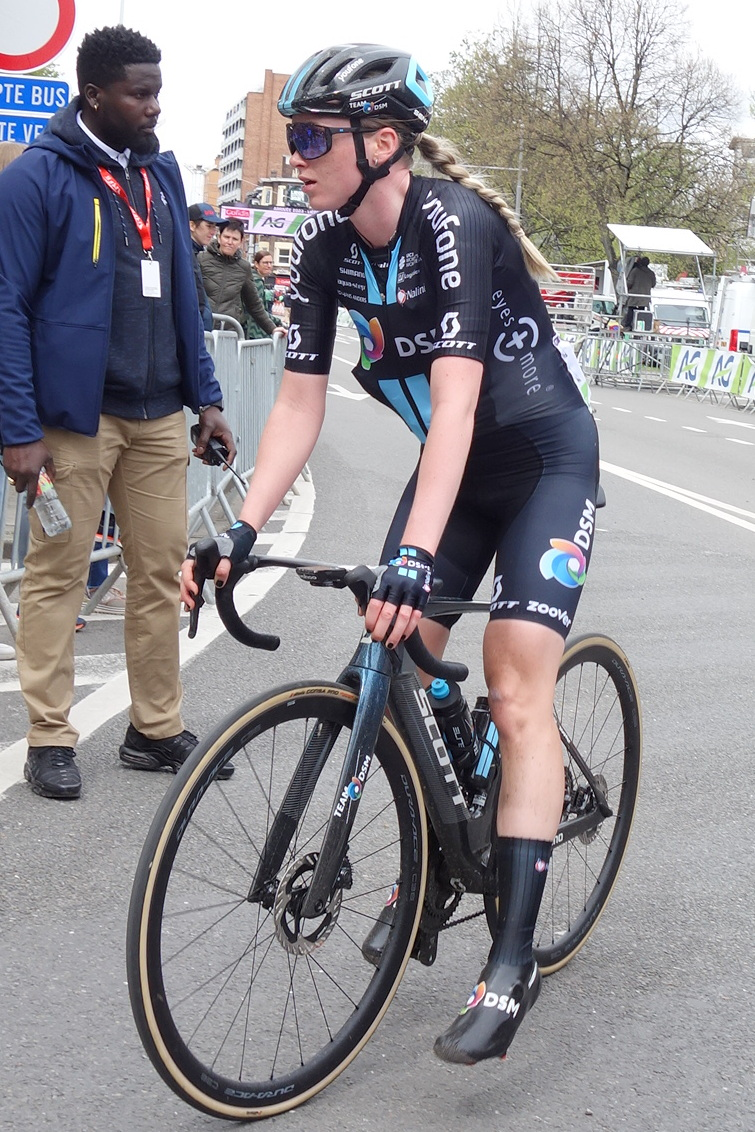
Becky Storrie en 2023
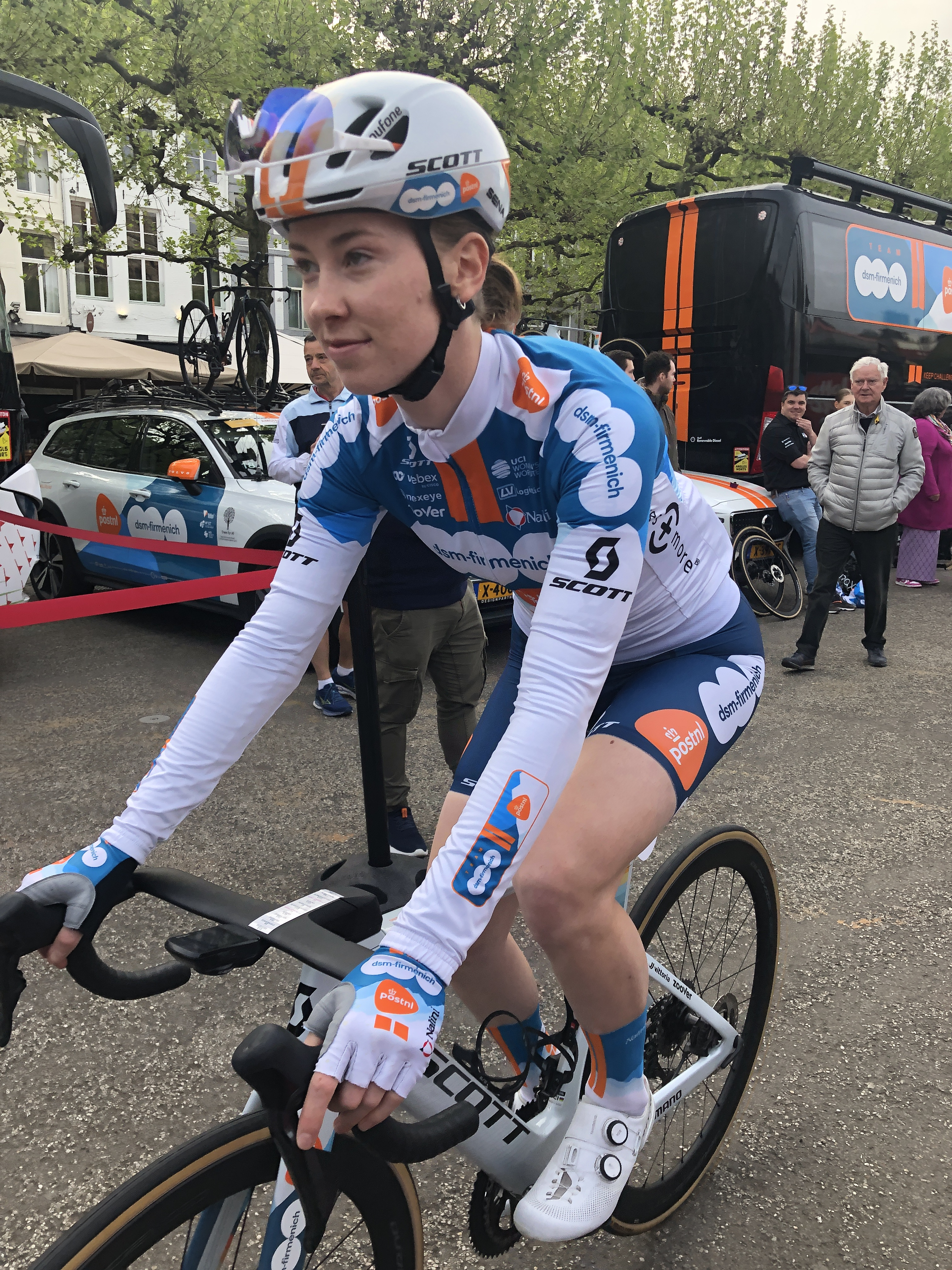
Nienke Vinke

## Déroulement de la saison
Francesca Barale prend la sixième place de la Deakin University Road Race en suivant les favorites.
Au Tour des Émirats arabes unis, Rachele Barbieri est deuxième du sprint de la première étape derrière Lorena Wiebes. Elle est également sixième de la dernière étape. 
À l' Omloop van het Hageland, Pfeiffer Georgi est deuxième du sprint du peloton et troisième de la course.
Pfeiffer Georgi prend la dixième place au Tour de Drenthe. Sur le Trofeo Alfredo Binda-Comune di Cittiglio, elle est cinquième.
À la Classic Bruges-La Panne, Charlotte Kool est devancée au sprint par Elisa Balsamo. Sur Gand-Wevelgem, dans le Baneberg, Lotte Kopecky place une première attaque. Un groupe dont Pfeiffer Georgi revient juste après. Néanmoins cette sortie est de courte durée. Dans la première montée du Kemmel, Kopecky accélère de nouveau avec de nouveau Georgi. Un regroupement a lieu. Dans la dernière montée du mont Kemmel, Kopecky ouvre la route avec Wiebes dans sa roue. Georgi parvient à suivre. Néanmoins, d'autres coureuses reviennent de l'arrière puis le peloton se reforme. Au sprint, Charlotte Kool prend la quatrième place.

### Avril

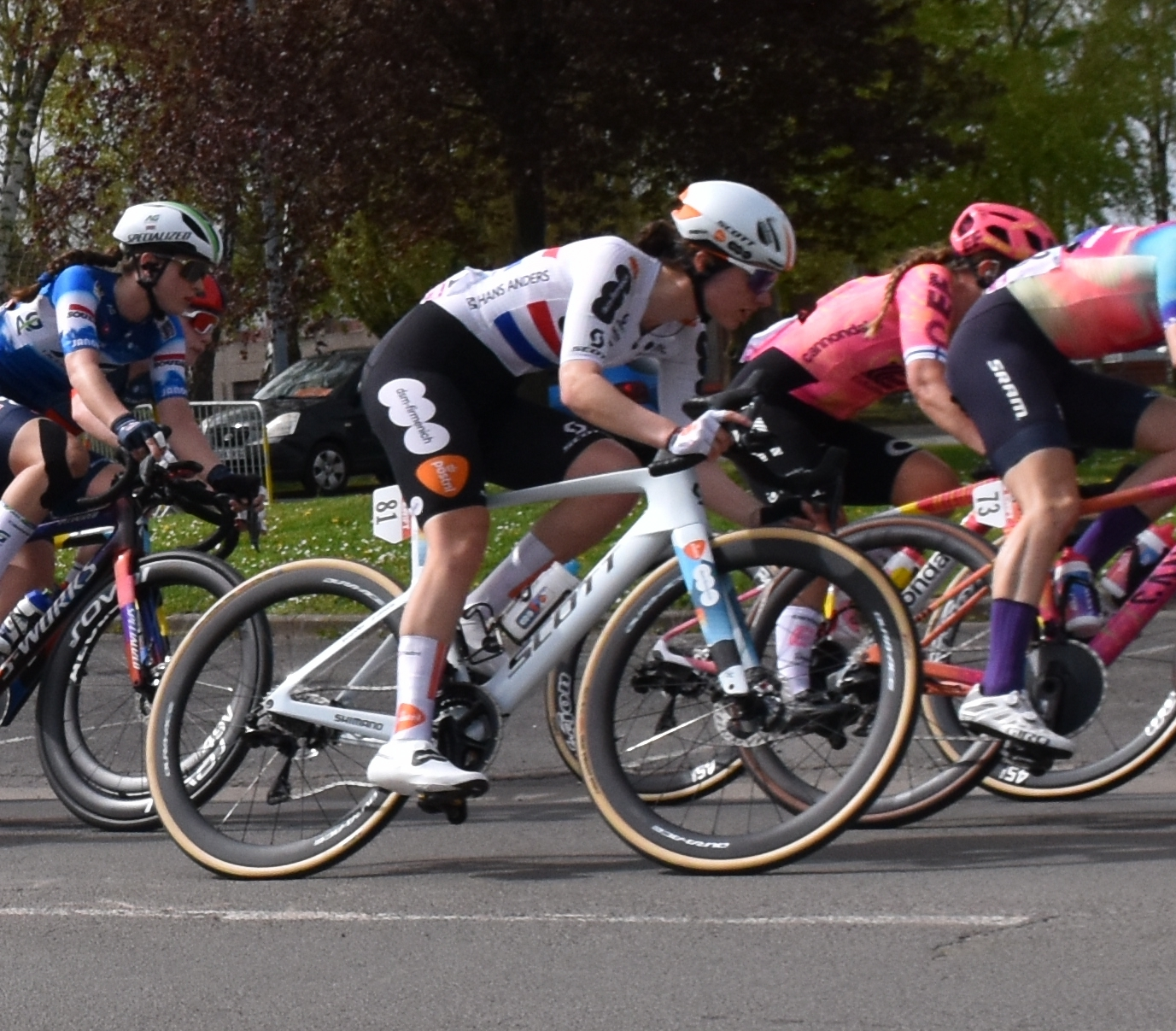
Pfeiffer Georgi à Paris-Roubaix

Au Grand Prix de l'Escaut, Charlotte Kool prend la deuxième place derrière Lorena Wiebes. À Paris-Roubaix, à cinquante-quatre kilomètres de l'arrivée, Lotte Kopecky accélère. Elle est accompagnée de Christina Schweinberger, Marianne Vos et Pfeiffer Georgi. Dans le secteur de Mons-en-Pévèle, Ellen van Dijk provoque le regroupement. Georgi se maintient avec les meilleures jusqu'au vélodrome. Elle lance le sprint aux deux cents cinquante mètres, mais est dépassée par Lotte Kopecky et Elisa Balsamo.
À l'Amstel Gold Race, Juliette Labous attaque dans le final mais est marquée par Demi Vollering. Pfeiffer Georgi est quatrième du sprint,. Juliette Labous est septième de la Flèche wallonne. À Liège-Bastogne-Liège, elle fait partie d'un groupe de poursuite derrière les favorites et prend la huitième place.

### Mai
Au Tour d'Espagne, DSM est neuvième du contre-la-montre par équipes inaugural. Sur la troisième étape, Charlotte Kool lance le sprint, mais Marianne Vos la devance nettement. Juliette Labous est huitième de la première étape montagneuse, puis septième le lendemain. Lors de la dernière journée, elle prend la sixième place. Elle conclut la course à la quatrième place du classement général,.
Au Tour du Pays basque, Josie Nelson est quatrième du sprint de la première étape. Sur la deuxième étape, Demi Vollering passe en tête en haut de l'Urruztigaina À trente-six kilomètres du but. Elise Chabbey revient peu après sur la Néerlandaise. Marlen Reusser en fait de même. Le groupe de poursuivantes avec entre autres Juliette Labous. Elle profite d'une côte à douze kilomètres de la ligne pour passer à l'offensive. Mavi Garcia et Mischa Bredewold reviennent sur la Française. Au sprint, cette dernière s'impose, Labous est troisième. Dans la dernière étape, dans la montée de Mendizorrotz, Demi Vollering et Juliette Labous sortent du peloton. La Néerlandaise est seule en tête à vingt-huit kilomètres de la ligne. Labous est septième de l'étape et troisième du classement général.

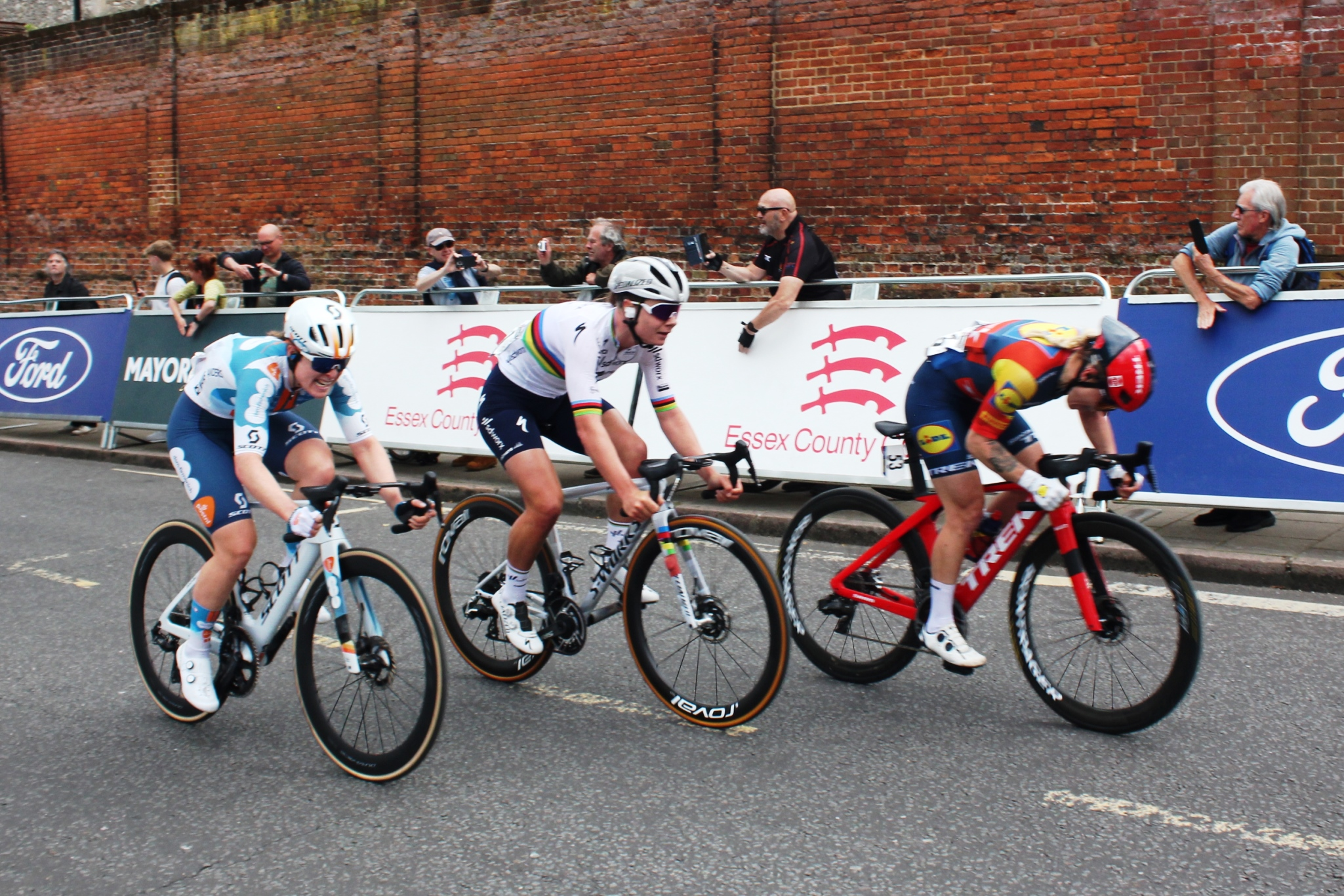
Sprint de la première à la RideLondon Classique

À la RideLondon-Classique, sur la première étape Pfeiffer Georgi lance le sprint pour Charlotte Kool, mais celle-ci doit prendre la tête dès les 300 m et se fait remonter. Elle est cinquième. Le lendemain et le sur-lendemain, elle est deuxième derrière Lorena Wiebes. Elle termine à deuxième place du classement général.

### Juin
Au Tour de Grande-Bretagne, Pfeiffer Georgi attaque sur la première étape dans la côte de Ty'n y Llidiart. Cela provoque la formation de l'échappée décisive de neuf coureuses. Elle prend la troisième place de l'étape. Elle est cinquième le lendemain. Lors du sprint de la troisième étape, Charlotte Kool est devancée par Lorena Wiebes. Dans la dernière étape, à quarante kilomètres de l'arrivée, Pfeiffer Georgi accélère. Elle emmène avec elle Anna Henderson, Letizia Paternoster et Lotte Kopecky, les quatre premières du classement général. Elles ont quarante secondes d'avance à quinze kilomètres de la fin. Lorena Wiebes sort alors du groupe de poursuite. Le groupe n'a alors plus de cohésion et un regroupement a lieu aux neuf kilomètres. Pfeiffer Georgi est sixième du sprint. Elle est quatrième du classement général final.
Au Tour de Suisse, Juliette Labous est sixième de la première étape. Elle est le lendemain quatrième du contre-la-montre. Sur la dernière étape, à soixante-dix-sept kilomètres de la ligne, un groupe de poursuite se constitue avec Labous. La dernière montée du jour est La Vue des Alpes, Niedermaier, Fisher-Black et Labous y distancent le reste de l'échappée. Les favorites reviennent sur le groupe de tête à douze kilomètres de la fin. Juliette Labous est septième. Elle est cinquième du classement général final.

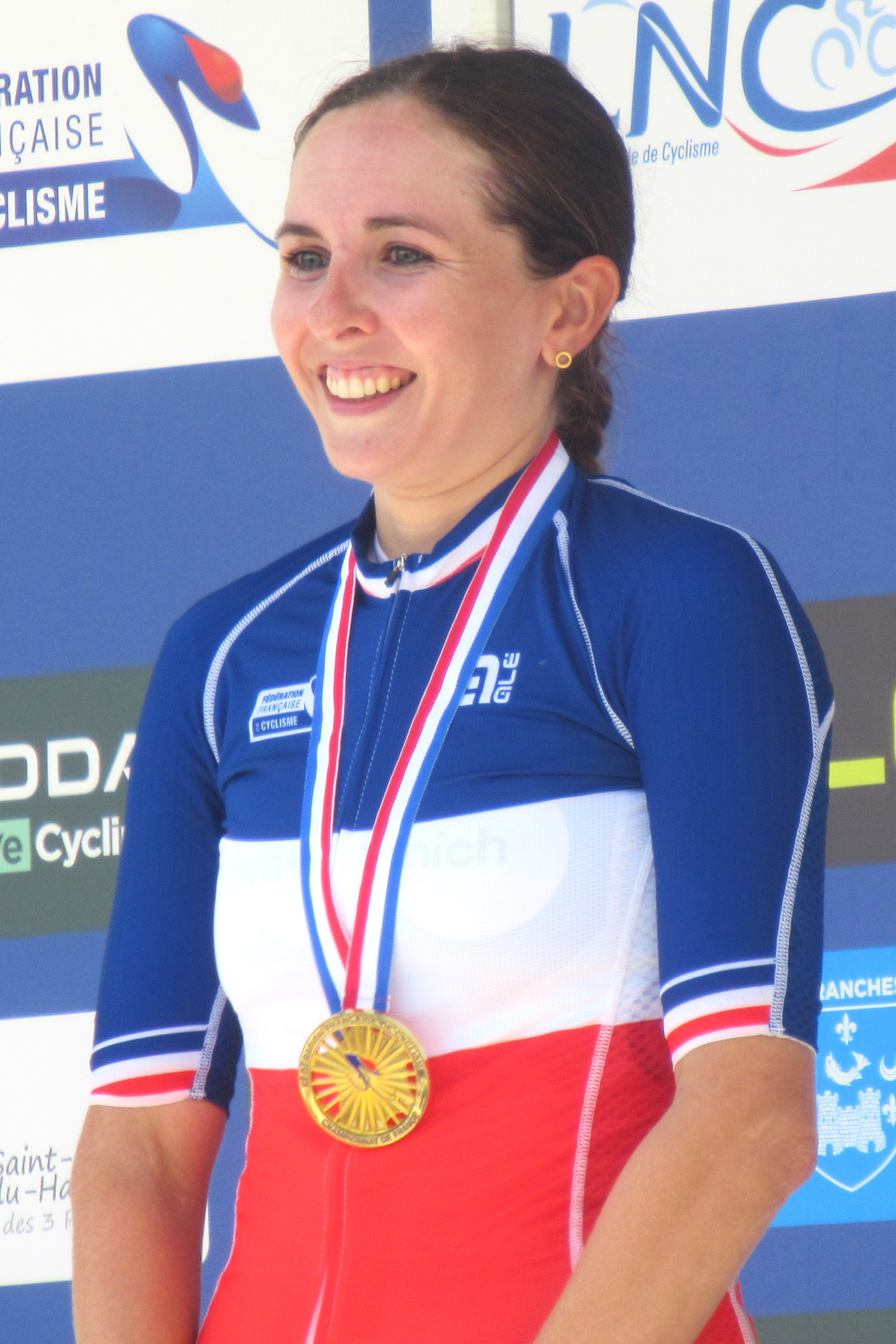
Juliette Labous aux championnats de France

Aux championnats nationaux, Juliette Labous s'impose sur route en France. Pfeiffer Georgi en fait de même en Grande-Bretagne, tout comme Franziska Koch en Allemagne lors d'un sprint à deux contre la championne en titre Liane Lippert.

### Juillet
Au Tour d'Italie, Juliette Labous est septième du contre-la-montre inaugural vingt-neuf secondes derrière Elisa Longo Borghini. Sur la troisième étape, elle fait partie des quelques favorites qui suivent l'accélération de Mavi Garcia. Elle prend la troisième place et remonte à la même place au classement général. Sur la sixième étape, elle est sixième avec le groupe des favorites. Le lendemain, elle est rapidement distancée sur les pentes du Blockhaus, mais gère sa montée. Elle termine sixième, deux minutes derrière Neve Bradbury. Dans la dernière étape, dans la descente du Castel del Monte, Edwards, Franziska Koch et Le Court de Billot attaquent et ne sont plus reprises. L'échappée se départage au sprint la victoire d'étape et Le Court de Bîllot s'impose, Franziska Koch est troisième. Juliette Labous est cinquième de l'étape et du classement général final.

### Août

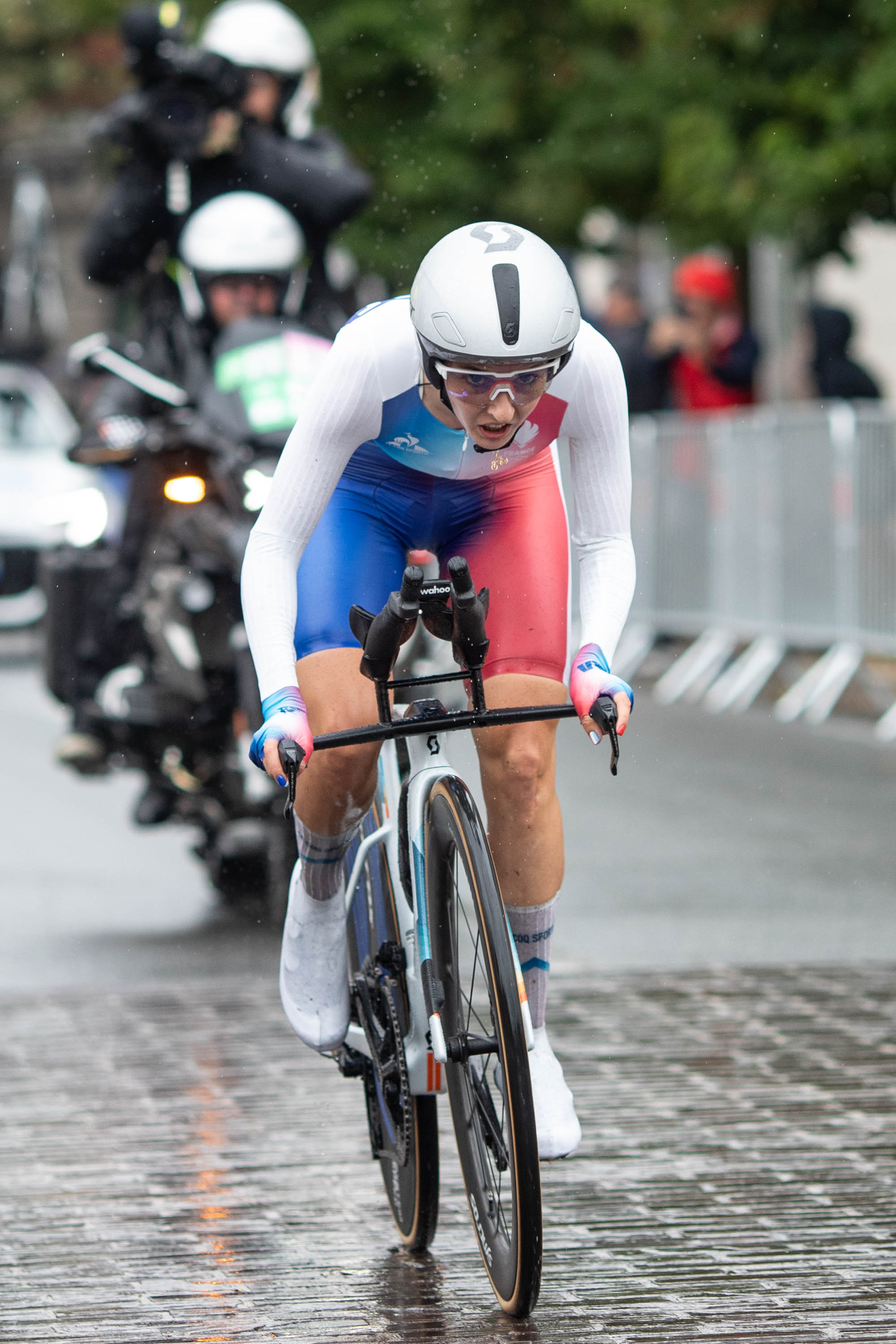
Juliette Labous lors du contre-la-montre olympique

Aux Jeux olympiques, sur le contre-la-montre, Juliette Labous prend la quatrième place. sur la course en ligne, la chute de Chloé Dygert avant la première montée de la butte Montmartre provoque la formation d'un groupe de dix se forme avec Pfeiffer Georgi. Dans la seconde montée, elle attaque, mais est reprise. Elle est finalement cinquième de la course.

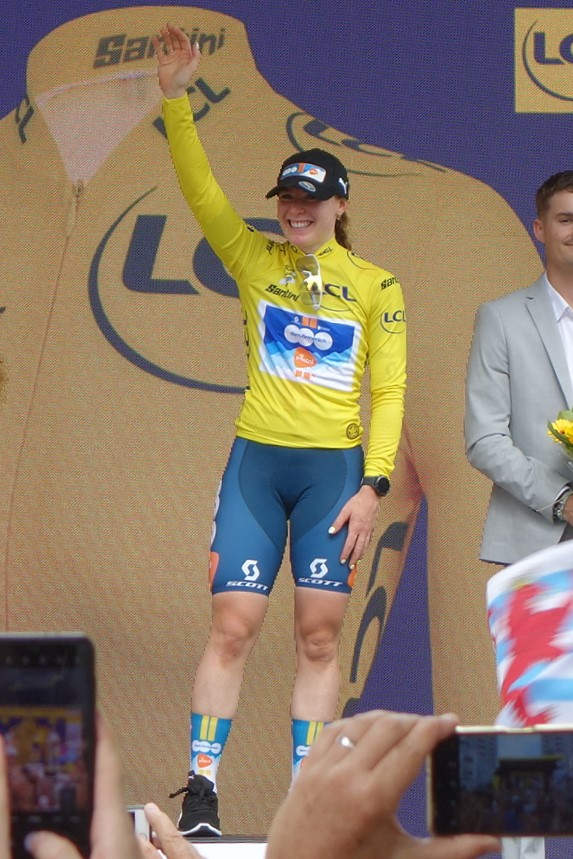
Charlotte Kool au Tour de France

Au Tour de France, Charlotte Kool lance le sprint de la première étape et s'impose. Le lendemain, au sprint, Lorena Wiebes est parfaitement emmenée par Barbara Guarischi, mais Charlotte Kool la remonte et s'impose. À la fin la cinquième étape, Pfeiffer Georgi fait une lourde chute. Avec une main cassée et une fracture à la nuque, elle abandonne. Juliette Labous est dixième de la sixième étape, puis huitième le lendemain au Grand-Bornand. Elle conclut l'épreuve à la neuvième place.

### Septembre
Au Tour de Romandie, Nienke Vinke est sixième du sprint de la première étape. Sur l'étape suivante, elles sont douze en tête à cinq kilomètres de la fin. Nienke Vinke attaque un kilomètre plus loin, mais Garcia est vigilante. Juliette Labous prend la cinquième place. Elle fait partie du groupe des favorites sur la dernière étape. La collaboration est mauvaise et le peloton revient. Nienke Vinke contre avec Antonia Niedermaier en poursuite. Elles sont reprises à onze kilomètres de la fin. Juliette Labous est sixième du classement général et Nienke Vinke dixième.

### Octobre

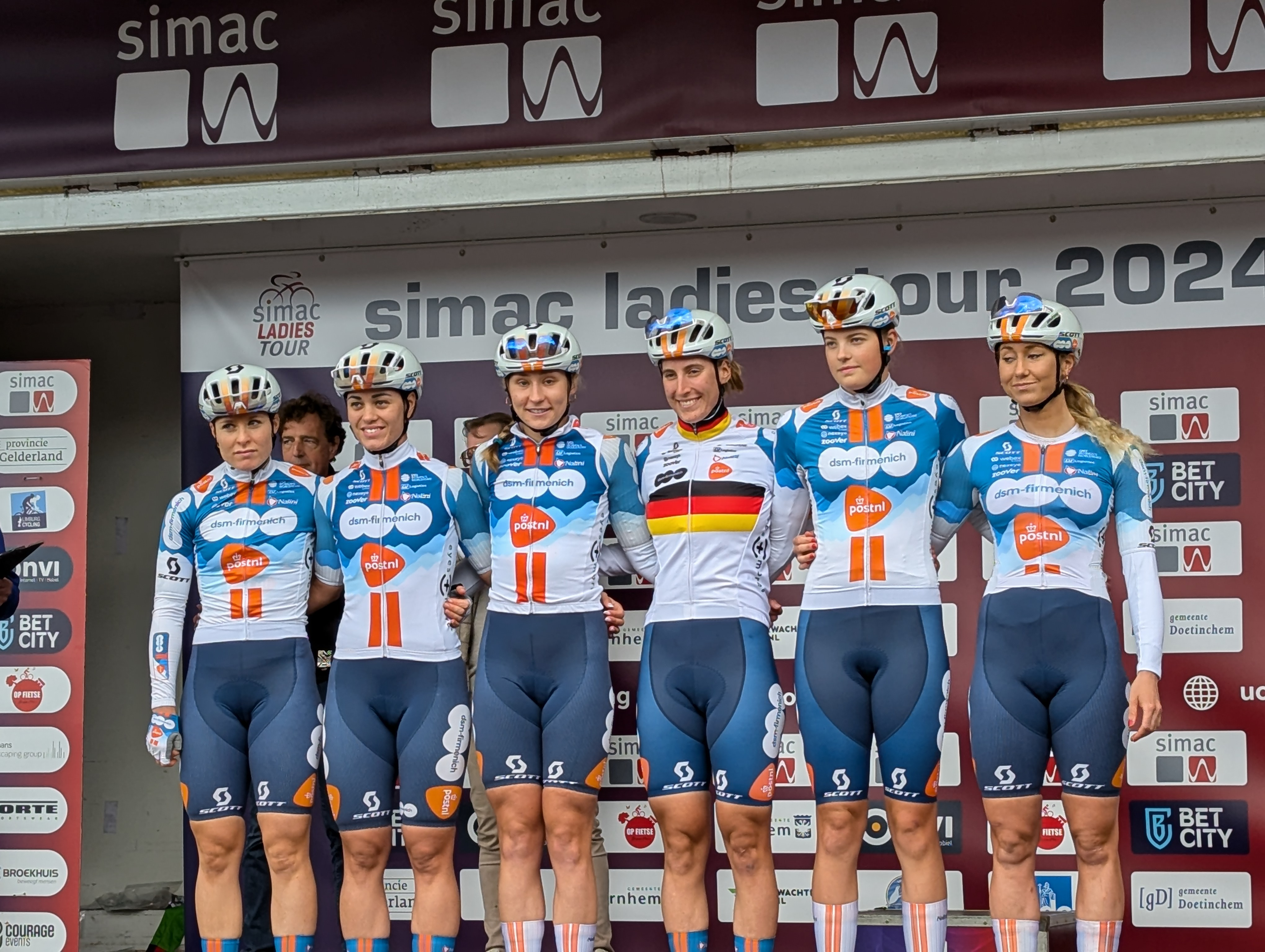
Équipe au Simac Ladies Tour

Au Simac Ladies Tour, Charlotte Kool est troisième du sprint de la deuxième étape. Elle est quatrième de l'étape suivante. Sur la quatrième étape, à cinquante-deux kilomètres de la ligne, Eva van Agt provoque la formation d'un groupe de douze coureuses auquel s'ajoute rapidement le duo de tête. Ce groupe obtient une avance de deux minutes sur le peloton. Dans le final, Franziska Koch donne toute son énergie pour maintenir le groupe de tête détaché. Elle est quatrième mais prend la tête du classement général, le peloton arrivant trente-six secondes après l'échappée. Lotte Kopecky remporte au sprint la dernière étape et prend la première place au général par le biais des bonifications. Franziska Koch est deuxième.

## Victoires

### Sur route
| Victoires | Victoires                                | Victoires   | Victoires | Victoires       | Victoires |
| Date      | Course                                   | Pays        | Classe    | Vainqueur       |           |
| --------- | ---------------------------------------- | ----------- | --------- | --------------- | --------- |
| 17 mars   | 4e étape du Tour de Normandie féminin    | France      | 2.1       | Josie Nelson    |           |
| 22 juin   | Championnat de France sur route          | France      | CN        | Juliette Labous |           |
| 22 juin   | Championnat d'Allemagne sur route        | Allemagne   | CN        | Franziska Koch  |           |
| 23 juin   | Championnat de Grande-Bretagne sur route | Royaume-Uni | CN        | Pfeiffer Georgi |           |
| 10 juill. | 2e étape, Baloise Ladies Tour            | Belgique    | 2.1       | Charlotte Kool  |           |
| 12 août   | 1re étape du Tour de France Femmes       | Pays-Bas    | 2.WWT     | Charlotte Kool  |           |
| 13 août   | 2e étape du Tour de France Femmes        | Pays-Bas    | 2.WWT     | Charlotte Kool  |           |

### Résultats sur les courses majeures

#### World Tour
| UCI Women's World Tour | UCI Women's World Tour | UCI Women's World Tour | UCI Women's World Tour                   | UCI Women's World Tour | UCI Women's World Tour | UCI Women's World Tour |
| Date                   | n°                     | Pays                   | Course                                   | Meilleure coureuse     | Classement             |                        |
| ---------------------- | ---------------------- | ---------------------- | ---------------------------------------- | ---------------------- | ---------------------- | ---------------------- |
| 12 – 14 janv.          | 1                      | Australie              | Women's Tour Down Under                  | -                      | -                      |                        |
| 27 janv.               | 2                      | Australie              | Cadel Evans Great Ocean Road Race Women  | Francesca Barale       | 6e                     |                        |
| 8 – 11 fév.            | 3                      | Émirats arabes unis    | Tour des Émirats arabes unis             | Becky Storrie          | 14e                    |                        |
| 24 fév.                | 4                      | Belgique               | Circuit Het Nieuwsblad                   | Pfeiffer Georgi        | 13e                    |                        |
| 2 mars                 | 5                      | Italie                 | Strade Bianche                           | Francesca Barale       | 39e                    |                        |
| 10 mars                | 6                      | Pays-Bas               | Tour de Drenthe                          | Pfeiffer Georgi        | 10e                    |                        |
| 17 mars                | 7                      | Italie                 | Trofeo Alfredo Binda-Comune di Cittiglio | Pfeiffer Georgi        | 5e                     |                        |
| 21 mars                | 8                      | Belgique               | Classic Bruges-La Panne                  | Charlotte Kool         | 2e                     |                        |
| 24 mars                | 9                      | Belgique               | Gand-Wevelgem                            | Charlotte Kool         | 4e                     |                        |
| 31 mars                | 10                     | Belgique               | Tour des Flandres                        | Pfeiffer Georgi        | 13e                    |                        |
| 6 avr.                 | 11                     | France                 | Paris-Roubaix                            | Pfeiffer Georgi        | 3e                     |                        |
| 14 avr.                | 12                     | Pays-Bas               | Amstel Gold Race                         | Pfeiffer Georgi        | 4e                     |                        |
| 17 avr.                | 13                     | Belgique               | Flèche wallonne                          | Juliette Labous        | 7e                     |                        |
| 21 avr.                | 14                     | Belgique               | Liège-Bastogne-Liège                     | Juliette Labous        | 8e                     |                        |
| 28 avr. – 5 mai        | 15                     | Espagne                | Tour d'Espagne                           | Juliette Labous        | 4e                     |                        |
| 10 – 12 mai            | 16                     | Espagne                | Tour du Pays basque                      | Juliette Labous        | 3e                     |                        |
| 16 – 19 mai            | 17                     | Espagne                | Tour de Burgos                           | Megan Jastrab          | 55e                    |                        |
| 24 – 26 mai            | 18                     | Royaume-Uni            | RideLondon-Classique                     | Charlotte Kool         | 2e                     |                        |
| 6 – 9 juin             | 19                     | Royaume-Uni            | Tour de Grande-Bretagne                  | Pfeiffer Georgi        | 4e                     |                        |
| 15 – 18 juin           | 20                     | Suisse                 | Tour de Suisse                           | Juliette Labous        | 5e                     |                        |
| 7 – 14 juill.          | 21                     | Italie                 | Tour d'Italie                            | Juliette Labous        | 5e                     |                        |
| 12 – 18 août           | 22                     | France                 | Tour de France Femmes                    | Juliette Labous        | 9e                     |                        |
| 24 août                | 23                     | France                 | Grand Prix de Plouay                     | Charlotte Kool         | 15e                    |                        |
| 6 – 8 sept.            | 24                     | Suisse                 | Tour de Romandie                         | Juliette Labous        | 6e                     |                        |
| 8 – 13 oct.            | 25                     | Pays-Bas               | Simac Ladies Tour                        | Franziska Koch         | 2e                     |                        |
| 15 – 17 oct.           | 26                     | Chine                  | Tour de l'île de Chongming               | -                      | -                      |                        |
| 20 oct.                | 27                     | Chine                  | Tour du Guangxi                          | -                      | -                      |                        |

Juliette Labous est huitième du classement individuel, DSM-Firmenich PostNL est quatrième de celui par équipes.

#### Grands tours
| Grand tour            | Tour d'Espagne       | Tour d'Italie        | Tour de France       |
| --------------------- | -------------------- | -------------------- | -------------------- |
| Coureuse (classement) | Juliette Labous (4e) | Juliette Labous (5e) | Juliette Labous (9e) |
| Accessits             | -                    |                      | 2 étapes             |

## Classement mondial
| Classement UCI | Classement UCI    | Classement UCI | Classement UCI |
| Coureuse       | Coureuse          | Pays           | Points         |
| -------------- | ----------------- | -------------- | -------------- |
| 8e             | Juliette Labous   | France         | 2360.1 pts     |
| 11e            | Pfeiffer Georgi   | Royaume-Uni    | 1712 pts       |
| 17e            | Charlotte Kool    | Pays-Bas       | 1577.1 pts     |
| 54e            | Franziska Koch    | Allemagne      | 802.7 pts      |
| 73e            | Nienke Vinke      | Pays-Bas       | 615.1 pts      |
| 124e           | Rachele Barbieri  | Italie         | 333.1 pts      |
| 130e           | Francesca Barale  | Italie         | 321 pts        |
| 159e           | Josie Nelson      | Royaume-Uni    | 262 pts        |
| 247e           | Eleonora Ciabocco | Italie         | 158.1 pts      |
| 495e           | Megan Jastrab     | États-Unis     | 66 pts         |
| 497e           | Abi Smith         | Royaume-Uni    | 65.1 pts       |
| 524e           | Silje Bader       | Pays-Bas       | 60 pts         |
| 737e           | Becky Storrie     | Royaume-Uni    | 32 pts         |

DSM-Firmenich PostNL est quatrième du classement par équipes.